# Saida Dhahri
Saida Dhahri (sinh ngày 18 tháng 2 năm 1979) là một cựu Judoka người Tunisia đã tham gia Thế vận hội Mùa hè 2000 và Thế vận hội Mùa hè 2004.